# ديفيد لامي
ديفيد لامي (من مواليد 19 يوليو 1972) هو سياسي ومحامي إنجليزي يشغل منصب وزير الخارجية في الحكومة البريطانية منذ يوليو 2024. كان قبلها وزير دولة الظل لشؤون الخارجية والكومنولث والتنمية منذ عام 2021. وهو عضو في حزب العمال، وكان عضوًا في البرلمان. (MP) لتوتنهام منذ انتخابات توتنهام الفرعية عام 2000.
عمل ديفيد لامي وزيراً في عهد توني بلير وغوردون براون، وأخيراً وزيراً للدولة لشؤون الجامعات في وزارة براون. شغل منصب وزير دولة الظل لشؤون العدل من عام 2020 إلى عام 2021 وعمل وزير دولة الظل لشؤون الخارجية والكومنولث والتنمية في حكومة الظل التي يرأسها كير ستارمر منذ نوفمبر 2021.

## الآراء السياسية والمجتمعية
زار لامي في  19 نوفمبر 2023 إسرائيل وعقد اجتماعًا مع الرئيس الإسرائيلي إسحاق هرتسوغ ووزير الخارجية إيلي كوهين بعد هجوم 7 أكتوبر المعرف بإسم «طوفان الأقصى». على جانب متصل في 20 يناير 2024 قاطع متظاهرون مؤيدون لفلسطين. بعد عشر دقائق من خطابه في مؤتمر جمعية فابيان حول السياسة الخارجية في لندن، ومضى لامي في خطابه للتعبير عن دعمه لقيام دولة فلسطينية ووصف رفض رئيس الوزراء الإسرائيلي بنيامين نتنياهو لهذا الأمر بأنه "خطأ" أخلاقيا وعمليا.
تعرض كير ستارمر زعيم حزب العمل لانتقادات في بداية الحرب لرفضه الدعوة إلى وقف كامل لإطلاق النار على خلفية الحرب الإسرائيلية على غزة، بسبب مشروع قدمه الحزب الوطني الإسكتلندي بدعوة الحكومة البريطانية إلى الانضمام إلى المجتمع الدولي في الدعوة إلى إنهاء العقاب الجماعي للشعب الفلسطيني وحث جميع الأطراف على الاتفاق على وقف فوري لإطلاق النار. التصويت الذي تم الإطاحة به بأغلبية 294 صوتًا مقابل 125، مع انضمام 56 متمردًا من حزب العمال إلى أحزاب المعارضة الأخرى للمطالبة بوقف إطلاق النار، ضد حزب المحافظين الذين عارضوه. شهدت هذه الدعوة معارضة ستارمر بدعوته إلى هدنة إنسانية للمساعدة في وصول المساعدات إلى قطاع غزة بدلا من وقف إطلاق النار بحجة أنه يسمح لجماعة حماس للعودة لتنظيم صفوفها بعد هجومها في 07 أكتوبر.